# Эксли, Вильгельм
Вильгельм Эксли (6 октября 1851, Райсбах, (ныне в составе Цюриха) — 26 апреля 1919, Веггис) — швейцарский историк.

## Биография
Вильгельм Эксли родился 6 октября 1851 года в Райсбахе. Изучал сначала теологию, а затем историю в университетах Берлина и Цюриха, был учеником, в частности, Теодора Моммзена. В 1874 году получил докторскую степень и в 1876 году стал преподавателем в кантональной школе в Винтертуре. 
В 1887 году он поступил на работу на недавно созданную кафедру швейцарской истории в Швейцарской высшей технической школе Цюриха и работал с 1893 года также в Университете Цюриха. Как историк Эксли занимался источниковедением, изучением местных мифов и легенд, происхождением Швейцарской Конфедерации. 
Вильгельм Эксли умер 26 апреля 1919 года в Веггисе и был похоронен на кладбище Флунтерн.
Главные работы: «Tableaux de l’Histoire universelle» (1878—1879; 2-е издание — 1887); «Manuel d’Histoire universelle et d’histoire nationale» (1883—1885); «Les origines du conflit religieux entre Zurich et ses confédérés, 1521—1524;» (1883); «La lutte pour la succession de Toggenbourg» (1885); «Recueil de documents pour l’histoire suisse» (1886); «L’anniversaire de la bataille de Sempach» (1886).